# 대의신
대의신(大義信, ?~?)은 발해의 왕족이다.

## 생애
719년, 발해의 사신으로 당나라에 파견되었다.